# آرپ ۲۴۰
آرپ ۲۴۰ (انگلیسی: Arp 240) یا ان‌جی‌سی ۵۲۵۷ و ۵۲۵۸ یک جفت کهکشان مارپیچی در حال برهم‌کنش در صورت فلکی دوشیزه است.